# Кампе, Эрих
Э́рих Ка́мпе (нем. Erich Campe; 1 февраля 1912, Берлин — 5 мая 1977) — немецкий боксёр полусредней весовой категории. В 1930-х годах выступал за сборную Германии: серебряный призёр летних Олимпийских игр в Лос-Анджелесе, трёхкратный чемпион национального первенства, победитель многих международных турниров и матчевых встреч. В период 1946—1949 боксировал на профессиональном уровне, но без особых достижений.

## Биография
Эрих Кампе родился 1 февраля 1912 года в Берлине. Активно заниматься боксом начал в раннем детстве, проходил подготовку в местном боксёрском клубе «ПСВ Берлин». В 1932 году впервые стал чемпионом Германии среди любителей и благодаря череде удачных выступлений удостоился права защищать честь страны на летних Олимпийских играх 1932 года в Лос-Анджелесе. На Олимпиаде сумел дойти до финала полусредней весовой категории, но в решающем матче проиграл американцу Эдварду Флинну.
Получив серебряную олимпийскую медаль, продолжил выходить на ринг в основном составе национальной сборной, принимая участие во всех крупнейших международных турнирах. Так, в 1934 году он во второй раз выиграл чемпионат Германии, а также побывал на чемпионате Европы в Будапеште, где дошёл до стадии четвертьфиналов. Помимо этого, участвовал в матчевых встречах со сборными Венгрии, Польши, Чехословакии и Швеции. В 1936 году вновь был лучшим в своей стране — в финале национального первенства взял верх над фаворитом Михаэлем Мурахом. Прошёл квалификацию на Олимпийские игры в Берлин, должен был представлять Германию в полусреднем весе, но в последний момент тренеры заменили его Мурахом. Позже Кампе поднялся в средний вес, при этом он по-прежнему показывал неплохие результаты, например, в зачёте национального первенства 1938 года занял второе место, уступив лишь Адольфу Баумгартену.
Из-за начавшейся Второй мировой войны Кампе вынужден был прервать боксёрскую карьеру, однако в 1946 году он всё-таки вернулся на ринг, уже в качестве профессионального боксёра. В течение нескольких месяцев провёл несколько удачных поединков, и вскоре ему выпал шанс побороться за титул чемпиона Германии в полусреднем весе. Тем не менее, действующий чемпион Густав Эдер оказался сильнее — после окончания двенадцати раундов судьи были единогласны в своём решении. Несмотря на поражение, в мае 1947 года Кампе вновь попытался завоевать звание национального чемпиона (теперь уже в средней весовой категории), на сей раз ему противостоял Дитрих Хукс, но итог получился тем же. Впоследствии Эрих Кампе продолжал боксировать вплоть до 1949 года, но в последнее время уже не показывал сколько-нибудь значимых результатов, встречался не с самыми сильными соперниками и большинство матчей проигрывал. Всего в профессиональном боксе провёл 17 боёв, из них 5 окончил победой, 7 раз проиграл, в 5 случаях была зафиксирована ничья. Умер 5 мая 1977 года.